# Vereinsbethaus Neubau

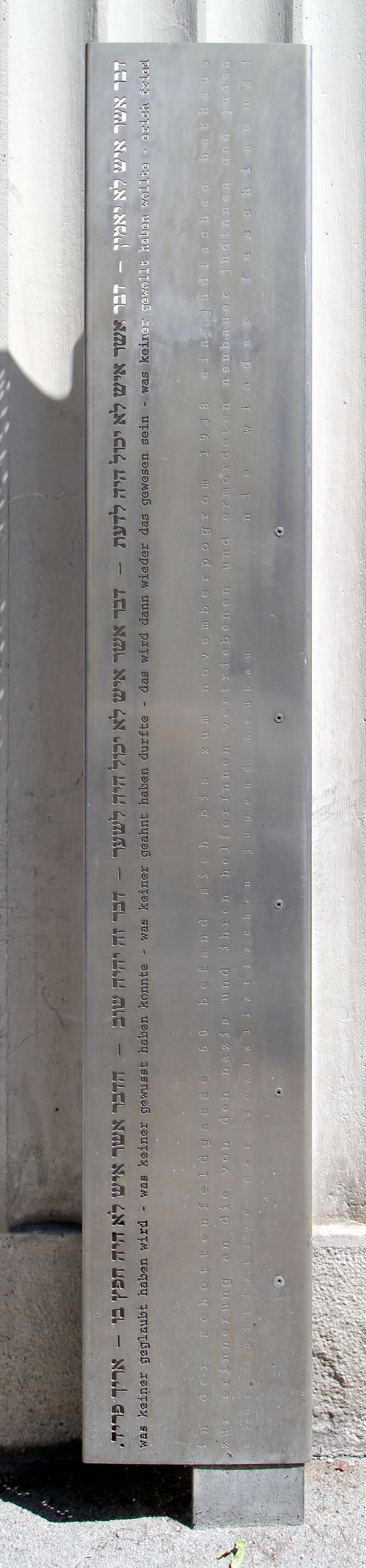
Gedenktafel zur Erinnerung an das Vereinsbethaus Neubau

Das Vereinsbethaus Neubau war ein jüdisches Bethaus im 7. Wiener Gemeindebezirk Neubau, Schottenfeldgasse 60. Heute erinnert eine Gedenktafel an die einzige jüdische Betstätte Neubaus, deren Aufstellung ein jahrelanges Politikum vorausging.

## Geschichte
Der Anteil der jüdischen Bevölkerung im Bezirk Neubau lag vor dem Jahr 1938 weit über dem wienweiten Durchschnitt und machte 1934 14,8 % der Bezirksbevölkerung aus. Dennoch erhielten die Neubauer Juden erst in den 1930er Jahren ein eigenes Bethaus. Das Vereinsbethaus Neubau unterstand dem Jüdischen Verein Neubau und  beherbergte ein Bethaus, eine Hebräisch-Schule sowie Wohnungen jüdischer Familien. Initiiert wurde das Projekt vom Verein Neubau und dem damaligen Bezirksvorsteher Emil Maurer, der 1938 mit dem ersten „Prominententransport“ ins KZ Dachau deportiert wurde. Ursprünglich gehörte das Gebäude ab 1780 nacheinander einem Fuhrmann, einem Bratelbrater, einem Posamentierer, einem Bäcker und einem k.u.k. Elektro-Hoflieferant. 1933 erwarb schließlich Otto Engler das Grundstück, der das Gebäude dem Bethaus-Verein überließ. 1938 wurde das Gebäude während des Novemberpogroms zerstört und 1940 unrechtmäßig enteignet, später an Alfred und Maria Anna Polsterer verkauft. Diese blieben auch nach einem Rückstellungsverfahren in der Nachkriegszeit im Besitz des Gebäudes.
Am 1. März 1988 beschloss die Bezirksvertretung Neubau einstimmig die Anbringung einer Gedenktafel zur Erinnerung an das jüdische Bethaus, scheiterte jedoch an der Weigerung der Hauseigentümer und Erben des Ehepaars Polsterer. Im November 1988 protestierten daraufhin eine Gruppe von antifaschistischen Aktivisten mit der Aufstellung einer provisorischen Gedenktafel vor dem Haus gegen die Weigerung der Hausbesitzer. Schließlich wurde im Jahr 2004 nach langjährigen Bemühungen der Sozialistischen Jugend im Bezirk auf öffentlichem Grund zehn Zentimeter vor dem Gebäude eine Gedenktafel angebracht. Die Besonderheit des Entwurfs des Architekten Xaver Marschalek liegt darin, dass die in die Metallplatte eingefräste Inschrift durch das Sonnenlicht auf die Hausmauer projiziert wird. Die Inschrift auf Deutsch und Hebräisch nach einem Gedicht von Erich Fried lautet auf Deutsch:
Was keiner geglaubt haben wird, was keiner gewusst haben konnte, was keiner geahnt haben durfte, das wird dann wieder das gewesen sein was keiner gewollt haben wollte.